# Bataille de Pozoblanco
Guerre d'Espagne
La bataille de Pozoblanco eut lieu du 6 mars au 16 avril 1937 pendant la guerre d'Espagne dans la province de Cordoue et vit la victoire des républicains.